# Banca d'Eritrea
La Banca d’Eritrea è la banca centrale dell'Eritrea e ha sede nella capitale Asmara.

## Storia
La Banca d’Eritrea è stata fondata nel 1914 come banca della colonia italiana d'Eritrea.

## Oggi
La Banca promuove gli investimenti stranieri e l'importazione di attrezzature ed utensili per l'industria e l'agricoltura.
La banca centrale eritrea, benché sia un ente statale, è indipendente dal Ministero delle Finanze; Il Governatore e il Comitato di politica monetaria, tuttavia, formulano e mettono in atto le loro politiche con input dal Ministero delle Finanze. Ai viaggiatori è permesso introdurre valuta estera nella nazione, ma tutte le transazioni all'interno devono essere fatte in nacfa.